# كروان الحصى
الكروان الصخريّ (الاسم العلمي: Burhinidae)، هي فصيلة من الطيور تتبع رتبة الكراكي. تتواجد في جميع المناطق الاستوائية المعتدلة في العالم. وهي طيور ليليّة. وتتغذى على الحشرات واللافقاريات وبعض الثدييات الصغيرة. تملك جنسان و10 أنواع.

## الأنواع
| صورة | الاسم            | الإسم العلمي                                                         |
| ---- | ---------------- | -------------------------------------------------------------------- |
|      | كروان صحراوي     | Burhinus oedicnemus                                                  |
|      | كروان هندي       | Burhinus indicus                                                     |
|      | كروان سنغالي     | Burhinus senegalensis                                                |
|      | كروان مائي       | Burhinus vermiculatus                                                |
|      | كروان منقط       | Burhinus capensis                                                    |
|      | كروان مخطط مزدوج | Burhinus bistriatus                                                  |
|      | كروان بيروفي     | Burhinus superciliaris                                               |
|      | كروان شجيري      | Burhinus grallarius (formerly B. magnirostris, the bush thick-knee). |
|      | كروان عظيم       | Esacus recurvirostris                                                |
|      | كروان شاطئي      | Esacus magnirostris                                                  |